# Majengo (Songea MC)
Majengo ist ein Verwaltungsbezirk (Ward) des Distrikts Songea (MC) in der tansanischen Region Ruvuma.

## Geografie
Majengo liegt im Südwesten von Tansania. Der Bezirk umfasst das südliche Stadtzentrum der Regionshauptstadt Songea. Er grenzt im Nordosten an Mjini, im Südosten an Mateka, im Südwesten an Ruvuma und im Nordwesten an Mfaranyaki. Bei der Volkszählung 2022 lebten 6599 Menschen in 2083 Haushalten auf einer Fläche von einem Quadratkilometer.

## Gliederung
Der Bezirk besteht aus drei Stadtteilen (Mtaa):
- Kotazi
- Mwinyi MkuuMoyo
- Matuli

## Infrastruktur
- Bildung: Die Mbulani Secondary School ist eine staatliche weiterführende Schule mit einer Ausbildung bis zur 4. Stufe.[8]
- Verkehr: Die Grenze im Norden bildet die Mtwara Mbamba-Bay Road, die zum Malawisee führt.[3]